# Pseudoparrellinae
Pseudoparrellinae es una subfamilia de foraminíferos bentónicos de la familia Pseudoparrellidae, de la superfamilia Discorbinelloidea, del suborden Rotaliina y del orden Rotaliida. Su rango cronoestratigráfico abarca desde el Oligoceno hasta la Actualidad.

## Clasificación
Pseudoparrellinae incluye a los siguientes géneros:
- Alabaminoides
- Alexanderina
- Ambitropus
- Eilohedra
- Epistominella
- Megastomella †
- Pseudoparrella

Otros géneros considerados en Pseudoparrellinae son:
- Peschongia, aceptado como Pseudoparella
- Pulvinulinella, aceptado como Pseudoparella